# Hans von Arnim (Politiker)
Hans Karl Georg Otto Heinrich Felix von Arnim (* 12. Dezember 1841 auf Gut Neuensund, Landkreis Prenzlau, Brandenburg; † 28. Dezember 1914 in Prenzlau) war preußischer Gutsbesitzer und Politiker.

## Herkunft
Er entstammte einem märkischen Adelsgeschlecht mit seinem zwischen Stendal und Arneburg (beide Landkreis Stendal) gelegenen Stammhaus, das im Jahr 1204 erstmals urkundlich erwähnt ist. Seine Eltern waren Hans Carl Friedrich von Arnim (* 25. November 1789; † 26. November 1861) und dessen Ehefrau Auguste Wilhelmine Sophie Marie von Heyden (* 25. April 1818; † 5. Januar 1899), eine Tochter des Wichard Wilhelm von Heyden; sein Großvater war der Landrat Johann Anton Joachim von Arnim.

## Familie
Arnim studierte in Bonn und Greifswald Landwirtschaft. 1863 wurde er Mitglied des Corps Borussia Bonn. Er heiratete am 29. Juni 1883 in Neustrelitz im damaligen Großherzogtum Mecklenburg-Strelitz (im heutigen Mecklenburg-Vorpommern) Elisabeth von Heyden-Linden (* 11. März 1849 in Sommersdorf, Landkreis Demmin, Vorpommern; † 20. Juni 1912 auf Gut Neuensund), die Tochter des großherzoglich mecklenburg-strelitz'schen Kammerherrn und Erbland-Mundschenken August von Heyden-Linden, Fideikommissherr auf Tützpatz (Landkreis Demmin) und Gutsherr auf Stretense (Landkreis Anklam) und anderen, und der Adriane Freiin von Maltzahn (Haus Kummerow, Landkreis Demmin). Das Paar hatte eine Tochter: Freda von Arnim (* 22. August 1889; † 12. März 1963). Diese heiratete 1912 Helmuth von Maltzahn (1870–1959), den Sohn des Oberpräsidenten Helmuth von Maltzahn.

## Leben
Arnim war Stifter und erster Fideikommissherr auf Mürow-Neuensund (Landkreise Angermünde und Prenzlau; gestiftet 1882) sowie Gutsherr auf Hansfelde und Klepelshagen (beide Landkreis Prenzlau), Willmine und Klein-Fredenwalde (beide heute Gemeindeteile von Gerswalde, Uckermark) sowie Arnimswalde (Landkreis Templin). Er war königlich preußischer Rittmeister und von 1904 bis 1914 Mitglied des Preußischen Herrenhauses als von der Familie von Arnim präsentiertes Mitglied, denn die Arnims gehörten zu den 18 altpreußischen Adelsgeschlechtern, denen die Krone das Präsentationsrecht zum Preußischen Herrenhaus verliehen hatte.